# Braubach
Braubach és un municipi d'Alemanya que pertany a l'estat de Renània-Palatinat, districte de Rhein-Lahn. Està situat a la riba dreta del Rin, uns 10 km al sud-oest de Coblença.
Braubach conserva nombroses mostres d'arquitectura medieval.

## Fills il·lustres
- Heinrich Schlusnus (1888-1952), cantant d'òpera (baríton).